# Тувено, Вероник
Вероник Тувено (род. июль 1957, Консепсьон) — чилийский учёный, врач и соучредительница фонда Fundación Millenia2025, занимающегося вопросами равенства и расширения прав и возможностей женщин. В 2019 году она была включена в список 100 женщин Би-би-си.

## Ранняя жизнь и карьера
Тувено родилась в Консепсьоне, Чили. Она переехала в Швецию, где начала свою медицинскую практику. Тувено вместе с Жорди Серрано Понсом и Кумба Туре основали Fundación Millenia2025, деятельность которой направлена на расширение прав и возможностей женщин. На Генеральной Ассамблее Организации Объединённых Наций (ГА ООН) в 2014 году их фонд запустил приложение для охраны здоровья матери Zero Mothers Die и предоставил женщинам мобильные телефоны для доступа к приложению в целях получения бесплатной информации о беременности на восьми языках. Она рассматривает технологии как способ снизить крайне высокое число смертельных случаев в результате родов.
В 2019 году она была включена в список 100 женщин Би-би-си за работу в области материнского здоровья.